# Progress M-60
Progress M-60 (ryska: Прогресс М-60) eller som NASA kallar den, Progress 25 eller 25P, var en rysk obemannad rymdfarkost som levererade förnödenheter, syre, vatten och bränsle till rymdstationen ISS. Den sköts upp med en Sojuz-U-raket från Kosmodromen i Bajkonur den 12 maj 2007 och dockade med ISS den 15 maj.
Efter att ha lastats ur och senare fyllts med sopor lämnade farkosten rymdstationen den 19 september 2007. Innan farkosten återinträdde i jordens atmosfär genomfördes först ett antal experiment. Farkosten brann som planerat upp i jordens atmosfär den 25 september 2007.

### Fotnoter
1. ↑  ”NASA Space Science Data Coordinated Archive” (på engelska). NASA. https://nssdc.gsfc.nasa.gov/nmc/spacecraft/display.action?id=2007-017A. Läst 1 mars 2020.
2. ↑  Manned Astronautics - Figures & Facts Arkiverad 4 mars 2009 hämtat från the Wayback Machine., läst 15 juli 2016.